# إصرافة
الإصرافة هو احتفال مكي قديم، يقيمه الأهالي وفقهاء الكتاتيب عندما يُتم الطفل جزءًا أو بضعة أجزاءٍ من القرآن الكريم، ويحتفي فيه الأهالي بالناجح بالسير في شوارع مكة صفوفًا مع الفقيه والتلاميذ وهم يرددون الأهازيج وبعض القصائد في مدح الرسول وبعض آيات القران الكريم، يتقدمهم الناجح متزينًا بلباس العلماء، ممتطيًا جوادًا مزينًا بالحرير والقصب، حتى يصلوا إلى دار الطفل، وهناك يتلوا الناجح السور المكتوبة في لوح منقوش بالأصفر والأحمر، ثم تُوزع حلوى اللدو والبتاسة على الحاضرين، مغلفة بورق مزخرف. ارتبط هذا النوع من الاحتفالات بالكتاتيب في مكة المكرمة، واندثر بظهور التعليم النظامي فيها.

## الإقلابة
هي محفلٌ يُقام لمن قرأ المصحف كاملًا نظرًا، ويكون فيها الاحتفال أكبر، حيث يُعد الأهالي وليمةً بحضور الأقارب والفقهاء والجيران في منزل الناجح، ويُحتفى فيها أيضا بالفقيه الذي قام على تدريس تلميذه، ويهديه الأهل بدلة أو جُبةً ويَنقدونه مبلغًا ماليًا يصل إلى 30 ريالًا، وتُقدم حلوى البتاسة مزينةً بالإكليل الأبيض والذهبي وحلوى اللدو بالزبيب.

## الكتاتيب
هي أماكن خُصّصت لتعليم الناشئة المسلمين حفظ القرآن الكريم ومبادئ القراءة والكتابة، بدأ ظهورها في الدولة الإسلامية منذ العصر الأموي،واقتصرت مناهجها على القرآن والحديث ومبادئ القراءة والحساب وتحمل أولياء الأمور نفقات تعليم الأبناء. ويكون مقرها مبان مستقلة ملحقة بالمساجد أو منفصلة أو في بيوت المحفظين، وأخرجت الكتاتيب عظماء الفقهاء والحفظة أمثال رفاعة الطهطاوي وطه حسين، وعرف معلمي الكتاتيب بالمؤدبين والمشايخ ويساعدهم العرفاء.